# Río Borísovka
El río Borísovka (en ruso: Борисовка) es un río de las tierras bajas de Kubán-Priazov en el  krai de Krasnodar de Rusia, afluente por la orilla derecha del Chelbas.

## Curso
Nace en el raión de Novopokróvskaya, 3 km al este de Yeremizino-Borísovskaya, localidad que atraviesa entrando en el raión de Tijoretsk. Discurre en sus 28 km de longitud en dirección predominantemente oeste y pasa por Kazache-Borísovski, Privolni y Malorosiski antes de desembocar en el Chelbas.